# Archipelagos
Archipelagos is een computerspel dat werd ontwikkeld door Astral Software en uitgegeven door Logotron. Het spel werd uitgebracht in 1989 voor verschillende homecomputers.

## Ontvangst
| Beoordeeld door                      | Platform | Datum     | Score |
| ------------------------------------ | -------- | --------- | ----- |
| Zzap!                                | Amiga    | juli 1989 | 90%   |
| ST/Amiga Format                      | Atari ST | mei 1989  | 84%   |
| CU Amiga                             | Amiga    | juni 1989 | 79%   |
| Power Play                           | Amiga    | juni 1989 | 76%   |
| Power Play                           | DOS      | mei 1989  | 71%   |
| Power Play                           | Atari ST | mei 1989  | 71%   |
| Joker Verlag präsentiert: Sonderheft | Amiga    | 1993      | 66%   |
| Joker Verlag präsentiert: Sonderheft | Atari ST | 1993      | 66%   |
| Joker Verlag präsentiert: Sonderheft | DOS      | 1993      | 64%   |